# Cerro del Guayabo
Cerro del Guayabo är en ort i Mexiko, tillhörande kommunen Almoloya de Alquisiras i den nordvästra delen av delstaten Mexiko, i den centrala delen av landet. Orten hade 186 invånare vid folkräkningen 2010.